# Іваненко Володимир Михайлович
Володимир Михайлович Іване́нко (нар. 13 лютого 1933, Чернігів) — український скульптор, член Спілки радянських художників України з 1968 року. Батько скульптора Святослава Іваненка.

## Біографія
Народився 13 лютого 1933 року в Чернігові. 1961 року закінчив Київський художній інститут (викладачі Іван Макогон, Михайло Лисенко, Сергій Грош, Олексій Олійник).
З 1963 по 1966 рік працював викладачем Художньої студії Дарницького будинку піонерів, а з 1966 року викладачем рисунку Коледжу легкої промисловості у Києві.
Жив у Києві, в будику на вулиці Малій Китаївській № 10, квартира № 1 та в будинку на вулиці Академіка Філатова, № 10-А, квартриа № 17.

## Творчість
Працює в галузі монументальної, монументально-декоративної і станкової скульптури. Серед робіт:
композиції
- «Шахтарі» (1961);
- «Земля» (1964);
- «Між боями» (1967);
- «Травень 1945 року» (1980);
- «На зміну» (1986);
- «Дорогами війни» (1987);

пам'ятники
- полеглим під час форсування Десни (Оболоння, 1979);
- полеглим під час Корсунь-Шевченківської операції 1944 року (Корсунь-Шевченківський, 1983);
- «Солдат» (Яготин, 1984);
- Володимиру Леніну (Тиврів, 1985);
- Володимиру Леніну (Унеча, 1987);
- загиблим при звільненні села Білогородки Ізяславського району Хмельницької області (1987)
- загиблим при звільненні міста Новоархангельська у 1944 році (Кіровоградська область, 1989);
- Миколі Щорсові (Унеча, 1988);

погруддя
- Петра Верни (1966);
- Миколи Островського (Шостка, 1968);
- Михайла Старицького (Кліщинці, 1978);
- двічі Героя Соціалістичної Праці Леоніда Шліфера (Надлак, 1987);
- Івана Богуна (Академія СБУ, Київ, 1992);

рельєфи
- «Революція» (Рибниця, Молдова, 1977);
- «Солдат, танкіст, льотчик» (Лисичанськ, 1977);
- «Тарас Шевченко» (Шевченківська кімната у Київському університеті, 1979);
- «Перемога» (1987, Херсонська область);
- «Партизани» (1987, Херсонська область).

Брав участь у всеукраїнських виставках з 1964 року, всесоюзних з 1967 року.
Окремі роботи зберігаються у Національному історико-етнографічному заповіднику «Переяслав», Яготинському історичному музеї, Кадіївському історико-художньому музеї, Краматорському і Донецькому художніх музеях, Ізмаїльському музеї Олександра Суворова.